# Нонантола
Нона̀нтола (на италиански: Nonantola, на местен диалект Nunântla, Нунантъла) е град и община в северна Италия, провинция Модена, регион Емилия-Романя. Разположен е на 20 m надморска височина. Населението на общината е 15 558 души (към 2012 г.).